# Антюшиха
Антюшиха — река в Подосиновском районе Кировской области, правый приток реки Кичуг (бассейн Северной Двины). Длина реки — 18 км. 
Берёт начало среди холмов Северных Увалов в 14 км к западу от посёлка Альмеж. Генеральное направление течения - северо-запад, всё течение проходит по ненаселённому лесному массиву на Северных Увалах. Впадает в Кичуг в урочище Антюхина. На всём протяжении ширина реки не превышает 10 м.

## Данные водного реестра
По данным государственного водного реестра России и геоинформационной системы водохозяйственного районирования территории РФ, подготовленной Федеральным агентством водных ресурсов:
- Бассейновый округ — Двинско-Печорский
- Речной бассейн — Северная Двина
- Речной подбассейн — Малая Северная Двина
- Водохозяйственный участок — Юг
- Код водного объекта — 03020100212103000011504